# Dendronephthya monticulosa
Dendronephthya monticulosa is een zachte koraalsoort uit de familie Nephtheidae. De koraalsoort komt uit het geslacht Dendronephthya. Dendronephthya monticulosa werd in 1889 voor het eerst wetenschappelijk beschreven door Wright & Studer. 